# Rybniční zámeček
Rybniční zámeček (nebo také německy Jägerhaus, Jagdschloß am Teiche nebo Teichsalett) je zámek klasicistního stylu v Lednicko-valtickém areálu v okrese Břeclav. Budova s jednoduchým obdélníkovým půdorysem je situována na severním svahu Prostředního rybníka u obce Lednice. Zámeček je chráněn jako kulturní památka České republiky.

## Historie
Zámeček nechal postavit kníže Jan I. Josef z Lichtenštejna. Projekt stavby zpracoval vídeňský architekt Josef Kornhäusel. Samotná stavba vznikla v letech 1814–1816. Zpočátku zámeček sloužil pro ubytování hajného, také odtud vyrážela šlechta při příležitostných lovech ptactva a ryb. Později zde byl ubytován knížecí zahradník s rodinou. Poté, co byla v roce 1922 v Lednici založena Hydrobiologická stanice vysokých škol brněnských, poskytl zámeček kníže Jan II. z Lichtenštejna pro účely školy. V prostorách budovy byla umístěna hydrobiologická stanice. Její činnost zde byla ukončena v roce 1971 a v prosinci téhož roku byl zámek předán lesnické fakultě VŠZ v Brně, která zde umístila ornitologickou expozici vodního ptactva, ta zde byla do roku 2001. V současné době je budova ve vlastnictví Mendelovy univerzity v Brně.
V letech 2002–2008 zde péčí univerzity v součinnosti s Národním památkovým ústavem proběhly rekonstrukční a restaurátorské práce na exteriérech i interiérech objektu.